# Російське телеграфне агентство
Росі́́йське телегра́фне аге́нтство (скорочено РОСТА) — центральне інформаційне телеграфне агентство Радянської Росії і Радянського Союзу (від 7 вересня 1918 року до 9 липня 1925 року), а потім республіканське агентство РРФСР (від 10 липня 1925 року до березня 1935 року).

## Історія
7 вересня 1918 року Президія ВЦВК прийняла «Постанову про злиття Петроградського телеграфного агентства (ПТА) і Бюро друку при ВЦВК». Нове агентство було названо Російським телеграфним агентством (РОСТА) при Всеросійському центральному виконавчому комітеті. Технічну базу РОСТА склали структури Петроградського телеграфного агентства (ПТА) і приватних інформаційних агентств. Постановою Ради народних комісарів РРФСР всі засоби масової інформації були зобов'язані передруковувати отримані каналами РОСТА декрети радянського уряду і останні новини.
12 грудня 1920 року агентство підпорядковано Головполітпросвіту.
Після створення 10 липня 1925 року Телеграфного агентства Радянського Союзу (ТАРС) РОСТА діяло як інформаційне агентство РРФСР. У березні 1935 року за постановою ВЦВК і РНК РРФСР РОСТА було ліквідовано, і його функції передано ТАРС.

## Діяльність
Крім розповсюдження інформації телеграфними каналами РОСТА протягом 1918—1920 років друкувало власні видання: газету «АгітРОСТА», журнали «Червона зірка» та «Червоний журналіст», які виходили один-два рази на тиждень, а також багатотиражні стінні газети.
Іншим напрямком діяльності РОСТА була наочна агітація, переважно здійснювана шляхом поширення сатиричних плакатів, так званих «Вікон РОСТА». Їх розклеювали на вокзалах, площах, у вітринах магазинів, в установах тощо, а також постачали ними агітаційні поїзди і пароплави. Одним з авторів віршів та малюнків «Вікон РОСТА» був В. В. Маяковський. Фінансовим директором РОСТА протягом 1919—1925 років був Лев Грінкруг. РОСТА розташовувалося в приміщеннях колишнього магазину Абрикосова в пасажі Солодовникова.

## Відділи РОСТА
- Літературно-агітаційний,
- Іноземний,
- Телеграфний,
- Інструкторський,
- Іногородній,
- Художньо-фотографічний,
- Відділ московської хроніки.

Пізніше було створено бюро газетних вирізок.